# Sven Scheuer
Sven Scheuer (ur. 19 stycznia 1971 w Böblingen) – niemiecki piłkarz grający na pozycji bramkarza, wieloletni zawodnik Bayernu Monachium.

## Kariera piłkarska
Sven Scheuer karierę piłkarską rozpoczął w juniorach SV Böblingen. W 1988 roku podpisał profesjonalny kontrakt z Bayernem Monachium, w którym spędził 11 lat. Jednak w Bundeslidze (debiut 16 września 1989 roku w wygranym 5:1 meczu u siebie z VfL Bochum) rozegrał zaledwie 20 meczów, gdyż w tych latach silną pozycję w bramce zespołu mieli najpierw Raimond Aumann, potem Oliver Kahn. Jednak zdobywał z tym zespołem liczne sukcesy: pięciokrotne mistrzostwo Niemiec (1989, 1990, 1994, 1997, 1999), Puchar Niemiec (1998), dwukrotny zdobywca Pucharu Ligi Niemieckiej (1997, 1998), Puchar UEFA (1996) oraz finał Ligi Mistrzów (1999), w którym Scheuer nie grał.
W 1999 roku przeszedł do tureckiego Adanasporu, jednak w 2001 roku wrócił do Niemiec grać w 1. FC Saarbrücken. W 2002 roku był bliski przejścia do angielskiego Crystal Palace, jednak transfer nie doszedł do skutku. W 2003 roku przeszedł do austriackiego Grazeru AK. Następnymi klubami w karierze Scheuera były: VfL Osnabrück (2003) i TSV Schönaich (2004–2005), gdzie zakończył piłkarską karierę.

## Kariera reprezentacyjna
Sven Scheuer w czasie swojej kariery grał w młodzieżowej reprezentacji Niemiec, w której jedyny mecz rozegrał dnia 30 października 1990 roku w wygranym 3:0 meczu z młodzieżową reprezentacją Luksemburga. W dorosłej reprezentacji nigdy nie zagrał.

## Sukcesy piłkarskie

### Bayern Monachium
- Mistrz Niemiec: 1989, 1990, 1994, 1997, 1999
- Puchar Niemiec: 1998
- Puchar Ligi Niemieckiej: 1997, 1998
- Puchar UEFA: 1996
- Finał Ligi Mistrzów: 1999